# Porto Maurizio
Porto Maurizio is een plaats (frazione) in de Italiaanse gemeente Imperia, provincie Imperia.
De plaats werd zwaar beschadigd in een aardbeving in 1887.

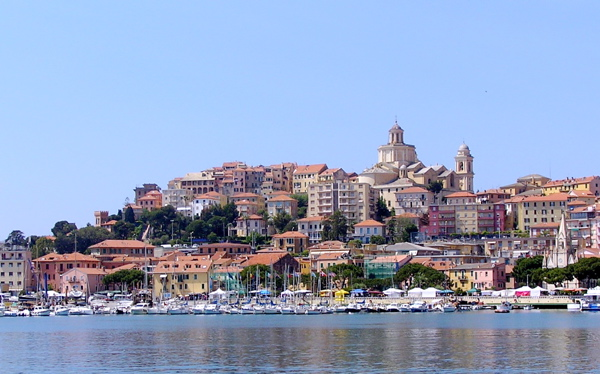
Porto Maurizio